# Jan Paweł Sierakowski
Jan Paweł (Paweł Jan) Sierakowski herbu Ogończyk (zm. w 1711 roku) – kasztelan dobrzyński w latach 1690–1710, sędzia ziemski dobrzyński w latach 1683–1685, stolnik dobrzyński w latach 1665–1683.
Poseł sejmiku lipnowskiego ziemi dobrzyńskiej na sejm jesienny 1666 roku. Poseł na sejm konwokacyjny 1668 roku z ziemi dobrzyńskiej. Był członkiem konfederacji generalnej zawiązanej 5 listopada 1668 roku na tym sejmie. Był elektorem Michała Korybuta Wiśniowieckiego z ziemi dobrzyńskiej w 1669 roku. Poseł na sejm nadzwyczajny 1670 roku z ziemi dobrzyńskiej. W 1674 roku był elektorem Jana III Sobieskiego z ziemi dobrzyńskiej. W 1697 roku był elektorem Augusta II Mocnego z ziemi dobrzyńskiej.